# Marc Fabi Vibulà (cònsol 442 aC)
Marc Fabi Vibulà (en llatí: Marcus Fabius Q. F. M. N. Vibulanus) va ser un magistrat romà. Era el fill gran del decemvir Quint Fabi Vibulà.
Va ser elegit cònsol l'any 442 aC amb Postumi Ebuti Elva Cornicen. En aquest any es va fundar una colònia a Ardea. El 437 aC va servir com a llegat del dictador Mamerc Emili Mamercí contra les ciutats de Veïs i Fidenes. L'any 433 aC va ser tribú amb potestat consolar i el 431 aC va servir com a llegat del dictador Aule Postumi Tubert en la gran guerra contra els eques i els volscs.
Va viure fins al 390 aC quan Roma va ser ocupada pels gals. En aquest temps es creu que era pontífex màxim i es diu que junt amb alguns vells senadors va decidir esperar els gals a la ciutat i tots van resultar morts.